# Ásahreppur
Ásahreppur és un municipi d'Islàndia, a la regió de Suðurland. Té una extensió de 2.942 km² i una població de 299 habitants l'1 de gener de 2025.
El setembre de 2021 els residents del municipi d'Ásahreppur van rebutjat mitjançant una consulta popular, amb 101 vots en contra d'un total de 159, la proposta de fusionar el municipi amb els també municipis del sud de l'illa de Mýrdalshreppur, Rangárþing eystra, Rangárþing ytra i Skaftárhreppur.

## Geografia
El municipi consta de dues àrees separades aproximadament per 60 km. A l'àrea oriental s'hi troba l'altiplà de Sprengisandur, situat entre les glaceres de Hofsjökull i Vatnajökull, i els llac Þórisvatn i Hágöngulón que reben l'aigua del desgel d'aquesta última glacera. L'àrea occidental creua la carretera de circumval·lació entre Hella i Selfoss durant uns 8 km. No hi ha pobles en aquesta àrea del municipi.

## Galeria

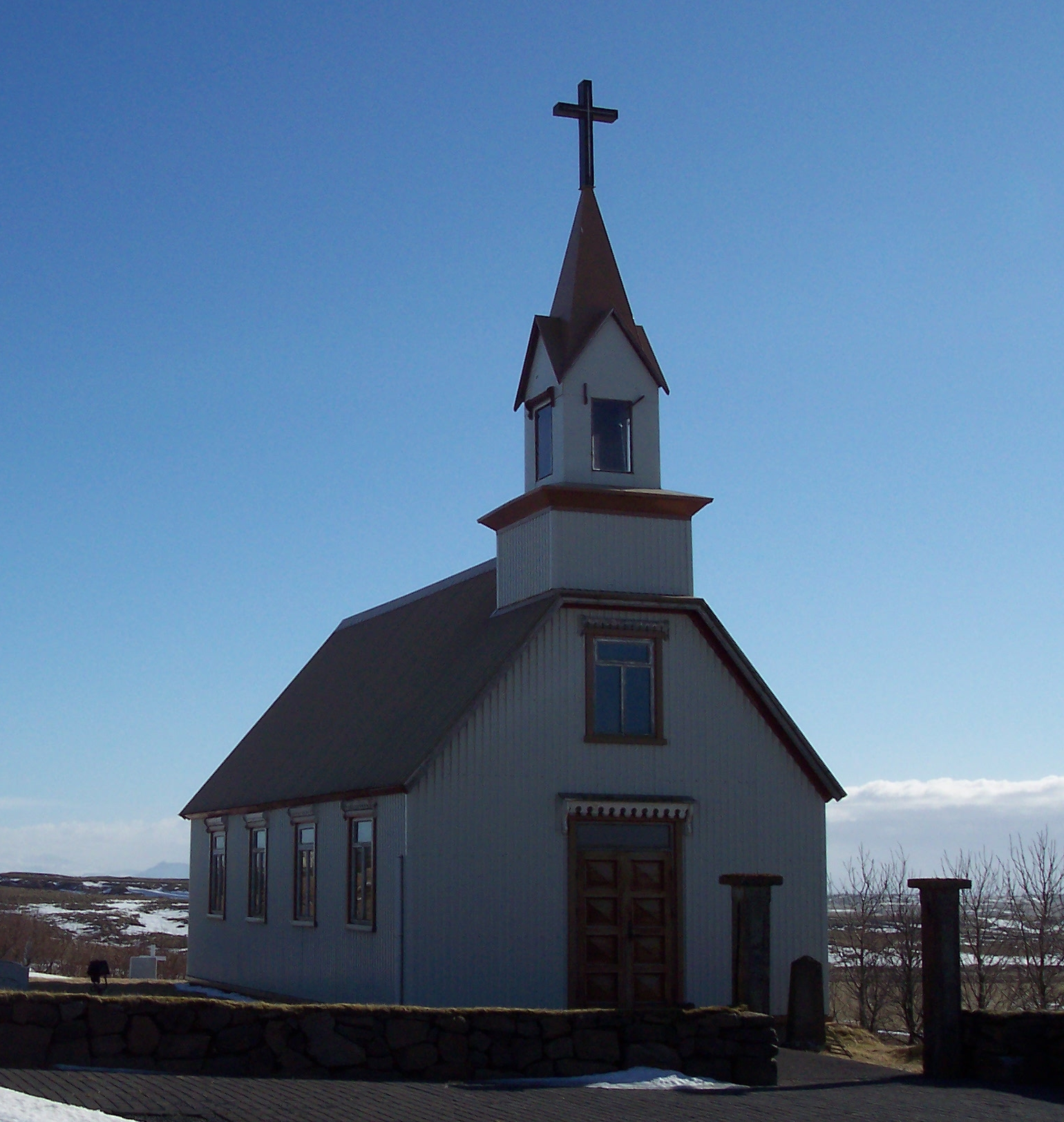
L'Ólafsvallakirkja, a la granja Ólafsvellir, és una església de fusta de 1897 amb 120 seients.